# Ollie Hancock
Ollie Hancock (ur. 25 sierpnia 1987 roku w Windsor) – brytyjski kierowca wyścigowy.

## Kariera
Hancock rozpoczął karierę w wyścigach samochodowych w 2003 roku od startów w edycji zimowej Classic Formula Ford 2000. W kolejnych dwóch latach startów w tej serii zdobywał tytuły wicemistrzowskie. W późniejszych latach pojawiał się także w stawce Brytyjskiej Formuły Renault BARC, Sports Racing Masters, World Sportscar Masters, edycji zimowej Brytyjskiej Formuły Renault, Formuły 2, V de V Challenge Endurance Moderne - Proto, FIA GT4 European Cup, Avon Tyres British GT Championship, Grand American Rolex Series oraz Blancpain Endurance Series.
W Mistrzostwach Formuły 2 startował w 2009 roku, jednak nigdy nie zdobywał punktów.